# Большерогачёвский сельский округ
Большерогачёвский сельский округ — упразднённая административно-территориальная единица, существовавшая на территории Дмитровского района Московской области в 1994—2006 годах.
Рогачёвский сельсовет был образован в начале Советской власти. Центром стало село Рогачёво Рогачёвской волости Дмитровского уезда Московской губернии.
В 1926 году в Рогачёвский сельсовет входили: село Рогачёво Большое, деревня Василево.
В 1927 году из части Рогачёвского сельсовета был образован Васильевский сельсовет.
В 1929 году в Рогачёвский сельсовет входит деревня Василево бывшего Василевского сельсовета. По новому районированию Рогачёвский с/с был отнесён к Дмитровскому району Московского округа Московской области.
27 февраля 1935 года Большерогачёвский с/с был передан в Коммунистический район.
4 января 1952 года из Малорогачёвского с/с в Большерогачёвский было передано селение Лутьково.
14 июня 1954 года к Большерогачёвскому с/с были присоединены Кочергинский, Малорогачёвский и Микляевский с/с.
7 декабря 1957 года Коммунистический район был упразднён и Большерогачёвский с/с был возвращён в Дмитровский район.
27 августа 1958 года к Большерогачёвскому с/с были присоединены Ивановский с/с (селения Аладьино, Бестужево, Бородино, Демьяново, Ивановское, Костюнино, Куракино, Маслово, Новосёлки, Попиха, Романцево, Телешово и Чайниково), а также селения Нижнево, Пустынь, Терехово и Усть-Пристань упразднённого Трёхсвятского с/с.
Укрупнённый Большерогачёвский сельсовет сложился в 1960-х годах путём объединения следующих сельсоветов: Рогачёвский (село Рогачёво и деревня Василево), Мало-Рогачёвский, Александровский, Кочергинский, Микляевский, Нижневский, Трёхсвятский, Ивановский, Ведерницкий и Бунятинский. При этом все земли объединённого сельсовета вошли в состав образованного Рогачёвского совхоза.
20 августа 1960 года из Синьковского с/с в Большерогачёвский были переданы селения Абрамцево, Ащерино, Бунятино, Ведерницы, Голяди, Горицы, Малое Телешово, Мисиново, Насоново, Хвостово, Шульгино и Юркино. Тогда же из Покровского с/с в Большерогачёвский были переданы селения Соколовский Починок и Трёхсвятское. Одновременно из Большерогачёвского с/с в Кульпинский были переданы селения Аладьино, Бородино, Демьяново, Костюнино, Куракино, Маслово, Новосёлки, Романцево и Телешово.
1 февраля 1963 года Дмитровский район был упразднён и Большерогачёвский с/с вошёл в Дмитровский сельский район. 11 января 1965 года Большерогачёвский с/с был передан в восстановленный Дмитровский район.
30 октября 1986 года в Большерогачёвском с/с было упразднено селение Гаврильцево.
27 марта 1991 года селения Абрамцево, Ащерино, Бунятино, Ведерницы, Голяди, Горицы, Курьково, Малое Телешово, Микляево, Мисиново, Насоново, Подвязново, Садниково, Хвостово, Черны, Шульгино и Юркино были выделены из состава Большерогачёвского с/с в восстановленный Бунятинский сельсовет.
3 февраля 1994 года Большерогачёвский с/с был преобразован в Большерогачёвский сельский округ.
В ходе муниципальной реформы 2004—2005 годов Большерогачёвский сельский округ прекратил своё существование как муниципальная единица. При этом все его населённые пункты были переданы в сельское поселение Большерогачёвское.
29 ноября 2006 года Большерогачёвский сельский округ исключён из учётных данных административно-территориальных и территориальных единиц Московской области.